# Luis Carrillo de Toledo y Chacón
Luis Carrillo de Toledo y Chacón (La Puebla de Montalbán, 1564 – Madrid, 2 de febrer de 1626) fou un noble i militar de la Corona de Castella.
Nomenat primer Marqués de Caracena el 15 de febrer de 1606 i comte de Pinto en 2 de juliol de 1624, comanador de Montizón i de Chiclana en l'Orde de Sant Jaume, general dels terços de Flandes, virrei de Navarra, governador de Galícia, virrei de València durant l'expulsió dels moriscos, en la que es van revoltar alguns musulmans a la serra d'Espadà i la Mola de Cortes i president del Consell de les Ordes durant el regnat de Felip III de Castella i conseller d'estat de Felip IV de Castella.